# 오디오 테크니카

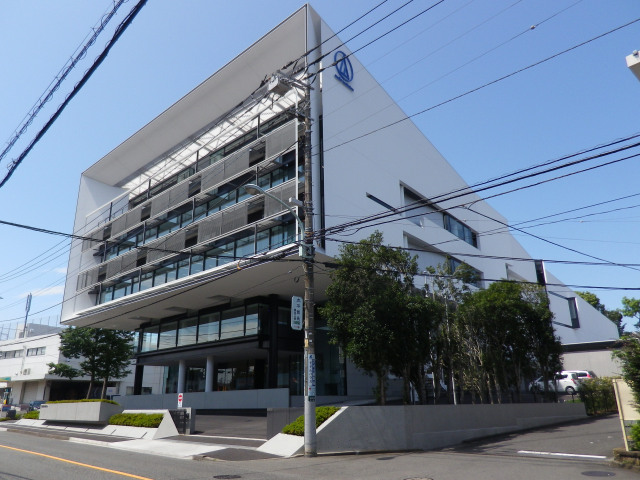

오디오 테크니카(영어: Audio-Technica, 일본어: オーディオテクニカ)는 1962년 설립된 일본의 음향기기 제조 회사이다.

## 같이 보기
- 오디오 엔지니어